# Vízgazdálkodási társulat
A vízgazdálkodási társulat a magyar jogban vízgazdálkodási közfeladatokat ellátó jogi személy. A közfeladat jellegétől függően két típusa van.
A 2013-as Polgári törvénykönyv hatályba lépéséig gazdálkodó szervezetnek számított.

## Típusai
1. víziközmű-társulat - olyan szervezet, amely vízi létesítményeket (vízvezeték, csatorna, tisztítómű stb.) hoz létre;
2. vízitársulat - olyan szervezet, amely helyi vízrendezési és vízkár-elhárítási feladatokat végez.